# Taisto Mäki
Taisto Mäki (Finlandia, 2 de diciembre de 1910-1 de mayo de 1979) fue un atleta finlandés especializado en la prueba de 5000 m, en la que consiguió ser campeón europeo en 1938.

## Carrera deportiva
En el Campeonato Europeo de Atletismo de 1938 ganó la medalla de oro en los 5000 metros, llegando a meta en un tiempo de 14:26.8 segundos que fue récord de los campeonatos), por delante del sueco Henry Jonsson (plata con 14:27.4 segundos) y su compatriota finlandés Kauko Pekuri (bronce).